# Los Kjarkas
Los Kjarkas  es un conjunto de música folklórica originado en Capinota, Cochabamba, Bolivia los hermanos Wilson Hermosa, Gonzalo Hermosa, Castel Hermosa y Edgar Villaroel. Alcanzaron popularidad nacional e internacional junto a los compositores: Ulises Hermosa, Élmer Hermosa, Edgar Villaroel, Edwin Castellanos, Fernando Torrico, Gastón Guardia y Guillermo Ponce.

## Origen del nombre
El nombre “Kjarkas” proviene del Quechua “Valiente”, o sea que la definición de Los Kjarkas, sería tal que así: Los Hombres Valientes o con Coraje.

## Historia
En principio Los Kjarkas surgió como una necesidad económica para sus integrantes, yendo de pueblo en pueblo tocando zamba argentina, pues la música autóctona de Bolivia aún no tenía demasiada repercusión. Sin embargo, poco a poco, diversas peñas comenzaron a hacer énfasis en ritmos más propios del país como la cueca, huayño o bailecito de compositores como Simeón Roncal, Gilberto Rojas o Teófilo Vargas. Es en estos años cuando Los Kjarkas toman parte en esa transformación y forjan sus cimientos musicales que más tarde les darían éxito.
Tras esos inicios, todos los integrantes menos uno, abandonan el grupo y Gonzalo Hermosa refunda el grupo con los músicos Eddy Carpio, Antonio Canelas y Alcides Mejía, y durante más de 10 años Los Kjarkas se van perfeccionando en la composición e interpretación de la música andina. Se presentan en La Paz por primera vez en 1975 tras tocar en fiestas privadas. Ese mismo año representaron a su país en el festival de música folklórica de Brasil.
Fue a través de José “Danger” Salamanca que Alcides Mejia conoció a los hermanos Hermosa: Elmer, Ulises y Gonzalo. Los hermanos mayores Wilson, Castel, Gonzalo y Edgar, integraban el grupo Kjarkas inicial, los que regresando de su viaje a Chile, decidieron deshacer Kjarkas, quedando desarticulados  por mucho tiempo.
Alcides fue participante y cofundador de la 1.ª Restructuración de Kjarkas, en el año 1974 junto Ulises y Elmer.
Durante algunos años, Los Kjarkas se dedican a perfeccionar un estilo de música propio, adaptando ritmos autóctonos a la estructura musical de ritmos criollos, dando prioridad a las intervenciones de instrumentos de viento y de ronroco, con arreglos corales. Es así que en 1975 se presentan en La Paz y empiezan a grabar al año siguiente su primer disco.
Integrantes: Ulises Hermosa, Élmer Hermosa, Alcides Mejia, José Antonio Canelas y Edgar Villarroel. Terminada la grabación, Alcides Mejia dejó el grupo por un desacuerdo con Ulises y Elmer basado en la voluntad de éstos de continuar con sus estudios.
En el año 1976 publican en México su primer álbum “Bolivia” con el sello discográfico Heriba. Consta de 9 canciones, casi todas ellas compuestas por Gonzalo Hermosa, entre las cuales se encuentra “Bolivia”, canción que alcanzó gran popularidad.
Con el éxito ya ganado el grupo se nutre de otros dos hermanos Hermosa: Ulises y Élmer, Toño Canelas, Gastón Guardia, Guillermo Ponce y Édgar Villarroel (homónimo del fundador).
En 1977 y 1978 llegan dos álbumes publicados bajo el nombre de Fortaleza (por restricciones contractuales) con canciones de raíces folklóricas y que más tarde, en 1995, serían reeditados en un solo CD con el nombre de “Sueño milenario de los Andes”. De la misma manera 1979 el disco "Kutimuy" sale a la luz destacando el tema que lleva el mismo nombre, iniciando la nueva generación y renacer de los kjarkas de la mano de Élmer Hermosa, Julio Lavayen, Ulises Hermosa y Gastón Guardia. El grupo se fue haciendo más popular, organizando giras no sólo por Bolivia, sino por toda Sudamérica, Europa, Estados Unidos y Japón.
En 1980 publican “Cóndor Mallku”. El disco incluye canciones de índole románticas, marcando un alejamiento del folklore tradicional.
En 1981 con el disco "Canto a la mujer de mi pueblo" llegan las canciones más icónicas y populares de la agrupación como "Wayayay" y «Llorando se fue» teniendo como participación en el charango a Gonzalo Hermosa, debido al alejamiento de Julio Lavayen. Tiempo después se reincorpora al grupo Julio Lavayen en el Charango, Ramiro de la Zerda en guitarra y Raúl Muriel en los instrumentos de viento en el álbum “Desde el alma de mi pueblo”, con participación en la canción "Sunchu t'ikitay".
En 1984 Los Kjarkas fueron invitados al X Festival de Yamaha de la Canción donde competían más de 1800 canciones de todo el mundo para el primer premio. La composición de Ulises Hermosa “Florcita azul” quedó en el décimo lugar. Este evento abrió a Los Kjarkas al mercado japonés.
A finales de los 80 un incidente dio a Los Kjarkas una fama y repercusión mundial mayor. El grupo Kaoma lanzó la canción «Chorando se foi», o la «Lambada», que se bailaba a ritmo caribeño. La canción resultó ser un plagio de «Llorando se fue», la composición de Ulises Hermosa, editada en 1984 a ritmo de saya caporal. Esta canción estaba registrada en Alemania y por ello Kaoma tuvo que indemnizar a Los Kjarkas con una suma de dinero que no se hizo pública.
Hicieron paso por la agrupación los músicos Edwin Castellanos y Fernando Torrico, que más tarde abandonarían el grupo para formar el dúo Tupay.
En 1990 editan el único álbum en el que no cantan, titulado “Ch’uwa yacu”. En 1992 el grupo se vio fuertemente resentido por la enfermedad del compositor Ulises Hermosa. Tras viajar a Estados Unidos, muere de un cáncer en Houston. Antes de morir concluyó su canción “El árbol de mi destino”. Al año siguiente Los Kjarkas publican el disco “Hermanos”, que incluye la composición del desaparecido Ulises “Tarajchi” pero con letra añadida por su hermano Gonzalo, que describe la historia y sentires de la familia Hermosa.
En los años 90 se incorporaron al grupo Ronaldo Malpartida, Eduardo Yáñez, Alcídes Mejía, Miguel Mengoa y José Luis Morales. Siguieron cosechando éxitos como “Señora su hija”, “Mi pecado”, “Ave de cristal”, “A los 500 años”, “La pícara” y “El líder de los humildes”.
En 1997 Los Kjarkas publican su primer vídeo “Por siempre…” en el que se televisa la presentación del disco en el Hotel Presidente.
El nuevo milenio trae importantes cambios en Los Kjarkas, el grupo se rejuvenece con nuevos y jóvenes artistas: Gonzalo Hermosa Jr. Lin Angulo y el japonés Makoto Shishido. Ello da un nuevo enfoque a las composiciones como “Lección de vida”, “Saya sensual”, “Kamanchaca” etc. En el año 2006 Los Kjarkas publican su último disco hasta el momento “35 años” que conmemora el aniversario de la aparición del grupo. En 2016 Los Kjarkas publican su disco "La Leyenda Viva", en conmemoración de sus 45 Años de carrera artística.
En 1995 Alcides es llamado a formar parte de la 2.ª restructuración de Kjarkas, puesto que el Proyecto “Pacha” tomó el tiempo de Elmer, Gastón, Edwin y Fernando, dejando en un largo receso de 1 año a Kjarkas, (tiempo y estrategia que usó Gonzalo Hermosa para sacar del grupo a Fernando Torrico y Edwin Castellanos), para luego al finalizar el Proyecto “Pacha” sólo Gastón y Elmer volvieran a reintegrarse al grupo. Fue un trabajo de más de 1 año, preparando el terreno para el relanzamiento y nueva restructuración de Kjarkas, además de preparar el repertorio tanto para el concierto, así como para el Álbum 25 Aniversario: “Kjarkas por Siempre” los que fueron realizados en la ciudad de La Paz Bolivia.
Integrantes: Rolando Malpartida, Elmer Hermosa, Alcides Mejia, Gastón Guardia, Eduardo Yáñez y Gonzalo Hermosa
“Kjarkas por Siempre” Álbum grabado en los Estudios Discolandia para el sello RCA en La Paz, Bolivia, en 1996 técnico: Fredy Roca
Luego de más de 2 años de giras, ensayos, viajes, grabaciones, filmaciones y entrevistas.

## Plagios y polémicas en torno al tema «Llorando se fue»
El tema titulado «Llorando se fue» letra de Ramiro de La Zerda es una de las composiciones de los Kjarkas más utilizadas por otros artistas para interpretarlas en diversas versiones; en algunos casos protagonizando escándalos y procesos judiciales por plagio.
Uno de los casos más sonados fue el protagonizado por la agrupación brasileña-francesa Kaoma en 1989, la cual lanzara al mercado el tema Chorando se foi (conocido simplemente como «La lambada»). El caso fue ganado por Los Kjarkas quienes demostraron la autoría del tema y el plagio de la agrupación Kaoma, recibiendo una indemnización.
Posteriormente, en el año 2006, el dúo de reguetón Wisin & Yandel habría utilizado una parte del tema en su canción Pam Pam; 4 años más tarde, en el 2010 Don Omar también utilizaría el tema con parte de su letra en castellano en el tema Taboo. A inicios del 2011, los artistas Jennifer López y Pitbull interpretaron el tema On the floor, en donde se utilizaba parte de la melodía del tema. En los casos de los temas «Taboo» y «On the floor» los artistas mencionan la autoría de los hermanos Ulises y Gonzalo Hermosa y letra de Ramiro de la Zerda.
A lo largo del tiempo, el tema "Llorando se fue" llegó a recibir muchos más plagios que quizá no se hayan escuchado por la popularidad de los grupos y artistas que los copiaron, sin embargo todavía hay otras versiones más de intérpretes de la música electrónica como Bob Sinclair.

## Miembros

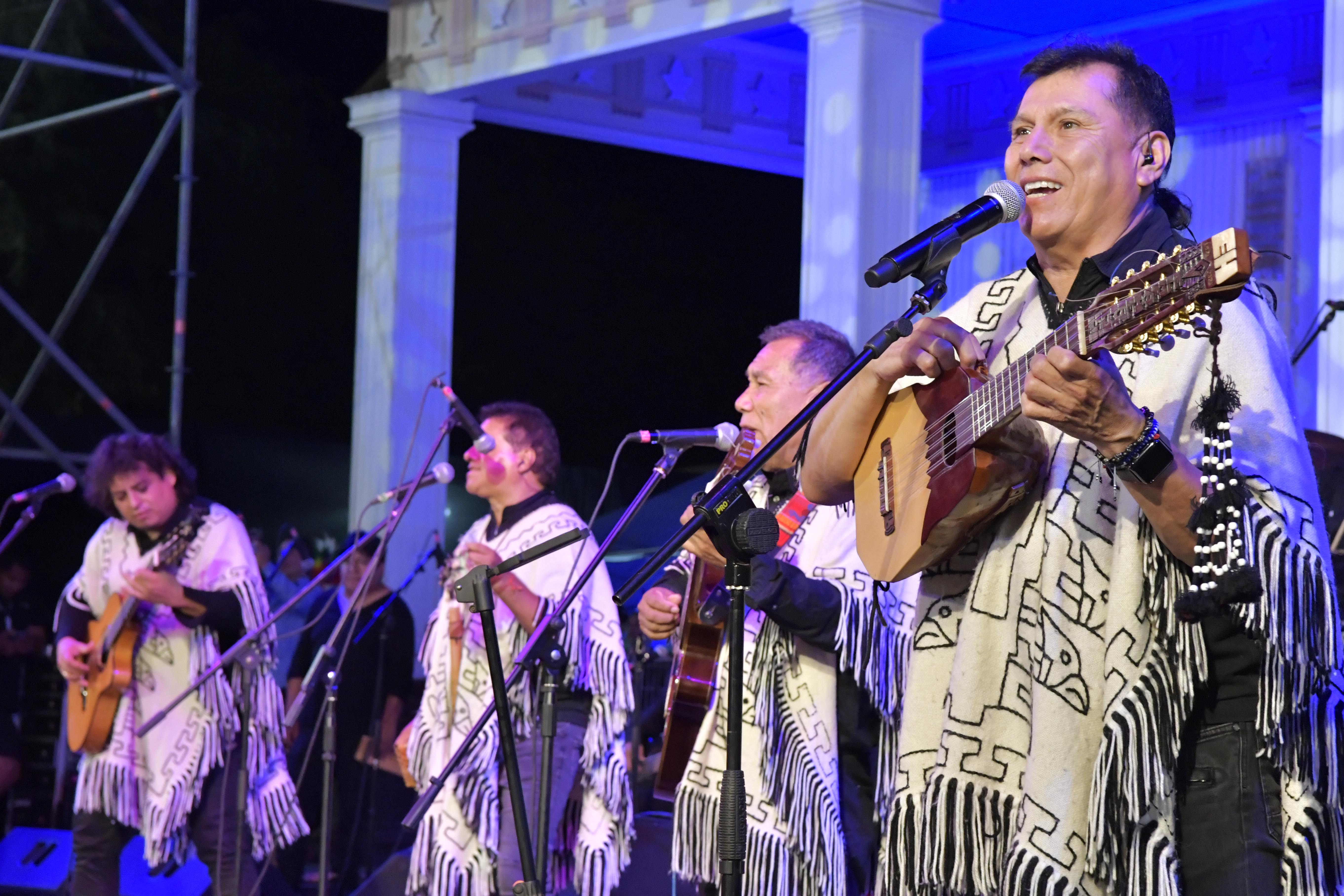
Los Kjarkas en el Festival "El Tamarugo" en 2019.

Los Kjarkas, inicialmente estaba conformado por los hermanos Hermosa: Wilson Hermosa González, Castel Hermosa González y Gonzalo Hermosa González, y Edgar Villarroel. Con el transcurrir de los años, se han incorporado otros miembros como Elmer Hermosa González, Gastón Guardia, Edwin Castellanos, Fernando Torrico, Juan Carlos Rodríguez, Rolando Malpartida, Eduardo Yáñez Loayza, Miguel Mengoa, Yuri Ortuño (éste fue el único reemplazo de Élmer Hermosa en la historia de Los Kjarkas, el año 1981 durante la ausencia de Elmer por una gira que hizo junto a Raúl Muriel y Julio Lavayén al continente Europeo) José Luis Morales, Gonzalo Hermosa Jr., Pilin Angulo, Makoto Shishido, Francisco Hurtado, Braulio Sánchez por mencionar algunos. También otro miembro importante de este grupo es Iván Barrientos, bajista e ingeniero de sonido quien desde hace más de 20 años trabaja con Los Kjarkas.

### Fallecimiento de Ulises Hermosa
En 1992, el grupo se vio fuertemente resentido por la enfermedad de Ulises Hermosa, quien falleció víctima de cáncer en la ciudad de Houston. Antes de morir, concluyó la canción El árbol de mi destino, la cual fue publicada de manera póstuma por el grupo. Al año siguiente, Los Kjarkas publican el disco Hermanos, cuyo tema principal es la composición Tarajchi del desaparecido Ulises, pero con letra añadida por su hermano Gonzalo, que describe la historia y sentires de la familia Hermosa.
La tumba de Ulises Hermosa se encuentra en el Cementerio General de Cochabamba, Bolivia.

### Nuevos artistas
El nuevo milenio trae importantes cambios en Los Kjarkas incorporándose nuevos y jóvenes artistas cuando Gonzalo Hermosa decide refundar el grupo en los años 2000. Así llama al homónimo del fundador Edgar Villarroel en la voz y ronroco, Eddy Carpio en el charango, Antonio Canelas en la guitarra y Alcides Mejía en instrumentos de viento (quena y zampoña) quien será posteriormente y por muchos años integrante del grupo Savia Andina, otro grupo representativo del folclore boliviano. Gonzalo se limita a ser el director del grupo.
Posteriormente incluyeron a Gonzalo Hermosa jr., Lin Angulo y el japonés Makoto Shishido.

## Nuevo milenio
Para el siglo XXI Los Kjarkas recibieron reconocimientos en Perú por su trayectoria, además de realizar giras nacionales. Los Kjarkas en el año 2010 graban con el grupo Prisma una canción titulada "No te puedo olvidar" que fusiona los instrumentos tradicionales del primer grupo con los instrumentos electrónicos y el acordeón característicos del segundo.
En 2008 algunos de los hijos de integrantes de Los Kjarkas fundaron el grupo musical llamado Chila Jatun Jatun ("Chila Jatun" = pequeños grandes; "Jatun" = grande."de pequeño a grande"). Sus integrantes son Gonzalo Hermosa Camacho jr (Director Musical, Primeros Vientos) Jonathan Hermosa Andresen (Primera Voz, Roncoco), Huascar Hermosa Castro (Primera Guitarra), Ulises Hermosa Fernández (Segunda Guitarra), Luis Medrano Hermosa (Charango), Branly Yáñez Enríquez (Batería Acústica), Mario Orellana Olivares (Segundos Vientos) y Luis Hinojosa Heredia (Bajo Electrónico).

## Kjarkas y el Perú
La primera gira internacional de Los Kjarkas fue en 1978 y tuvo por destino el Perú, estuvieron un mes en la ciudad del Cusco, tocando en peñas. Gastón Guardia destaca que gracias al Perú su música llegaría a otros países y lograrían los contactos para tocar a Europa. “Así empezó la vida internacional de Los Kjarkas”. Según Gonzalo Hermosa los lugares donde recibieron mayor respaldo del público peruano son el centro y sur: valle del Mantaro, Huancavelica, Ayacucho, Arequipa, Puno, Cusco, Tacna. “Han sido nuestros primeros acercamientos, por la sencilla razón de que somos iguales”.
Para los Kjarkas, las fronteras son ficticias, pues Latinoamérica es una sola voz. “El lago Titicaca nos enseña que las divisiones son artificiales, administrativas”. Fue desde los años ochenta, cuando llegaron por primera vez a Lima, la capital peruana, que Los Kjarkas empezaron a versionar valses como “La flor de la canela” y “Mal paso”.
Hay dos canciones estelares que hablan de la relación de Los Kjarkas con el Perú. La primera es el huaylarsh “Señora, su hija”, y la segunda, “Perdóname”, el taquirari que cantan a dúo Elmer Hermosa con Eva Ayllón.
En el disco 40 Años de los Kjarkas 2012 se incluyó el huayno “El obrero” dedicado a Huancayo, en la voz del propio Gonzalo Hermosa, y en el bicentenario republicano del Perú lanzaron dos temas: la marinera “Perú grande” y la tunantada “No llores, cariño”. “Es una tunantada muy a la nuestra -advierte el músico, porque a veces es difícil captarle las esencias a un pueblo como el wanka”.

## Discografía
- 1976 Bolivia
- 1977 Fortaleza Vol. 1
- 1978 Fortaleza Vol. 2
- 1979 Kutimuy
- 1980 Cóndor mallku
- 1981 Canto a la mujer de mi pueblo
- 1981 Desde el alma de mi pueblo
- 1982 En vivo desde Europa
- 1983 Sol de los Andes
- 1984 Pueblos perdidos
- 1985 Los Kjarkas desde Japón
- 1987 El amor y la libertad
- 1988 Chuquiago marka
- 1989 Génesis aimara
- 1990 Sin palabras (Ch'uwa Yacu)
- 1990 Los Andes descubrió su rostro milenario
- 1991 Tecno Kjarkas (recopilatorio en estilo tecno)
- 1992 El árbol de mi destino
- 1993 Hermanos
- 1994 A los 500 años
- 1995 Quiquin... Pacha (Por un mundo nuevo)
- 1995 Sueño Milenario de los Andes (recopilatorio de los dos álbumes publicados bajo el nombre de Fortaleza)
- 1996 Sentimiento Andino

Álbumes de estudio
- 1997 Por siempre
- 1998 El líder de los humildes
- 2000 Navidad en los Andes (Villancicos)
- 2001 Lección de vida
- 2006 35 años[12]
- 2012 40 años después[13]
- 2016 45 Años La Leyenda viva[14]

Álbumes recopilatorios
- 2001 30 años solo se vive una vez[15]
- 2001 Le Cantan al Amor (Romántico)
- 2001 Fiesta Boliviana (Caporales y más danzas)

Álbumes carnavales
- 1998 Al Carnaval ... Que No Muera La Tradición Vol. 1
- 2000 Al Carnaval ... Que No Muera Las Costumbres Vol. 2
- 2000 Kaluyos Y Pasacalles ... Que No Muera La Tradición Vol. 3
- 2002 Cuecas y Bailecitos ... Que No Muera La Tradición Vol. 4[16]
- 2002 Coplas de Carnaval ... Que No Muera La Tradición Vol. 5[17]

Álbumes en concierto o en vivo
- 1999 El concierto del siglo (DVD Concierto)
- 2001 30 años en vivo desde Cochabamba (DVD concierto)
- 2004 Más allá (DVD concierto)[18]
- 2012 En vivo en Chile (DVD concierto)[19]
- 2017 46 Años La Leyenda viva (DVD concierto)[20]
- 2019 Disco dorado - Rumbo al medio siglo (DVD concierto)
- 2019 50 Años en Lima Perú (DVD concierto)

Álbumes internacionales
- 1992 Ave de Cristal (Perú)[21]
- 1999 Quenas Concierto (En Argentina)
- 2004 El disco de Oro (Argentina)
- 2004 Grandes Éxitos (Argentina)[22]